# Erbach
Erbach é uma cidade da Alemanha, no distrito dos Alpes-Danúbio, na região administrativa de Tubinga, estado de Baden-Württemberg. Está localizada às margens do rio Danúbio.